# Tricholochmaea takeii
Tricholochmaea takeii es una especie de insecto coleóptero de la familia Chrysomelidae.
Fue descrita científicamente en 1950 por Chujo.